# Manassas (Georgia)
Manassas város az USA Georgia államában, Tattnall megyében. Lakosainak száma 59 fő (2020. április 1.).

## Népesség
A település népességének változása:

| 2010 | 94 |
| 2020 | 59 |